# Flugunfall der Iberia bei Tanger
Der Flugunfall der Iberia bei Tanger ereignete sich am 31. März 1965 auf einem internationalen Charterflug von Málaga nach Tanger. Im Endanflug kam es zum Strömungsabriss an der auf diesem Flug verwendeten Convair CV-440-62, die daraufhin nach einem Kontrollverlust ins Meer stürzte. Bei dem Unfall starben 50 der 53 Insassen, nur drei Passagiere überlebten.

## Maschine
Die betroffene Maschine war eine 1956 gebaute Convair CV-440-11 mit der Werknummer 388. Sie blieb bis zum 21. Oktober 1958 mit dem Luftfahrzeugkennzeichen N8469H auf den Hersteller Convair zugelassen und wurde anschließend an die brasilianische Fluggesellschaft Cruzeiro do Sul weitergegeben. Später wurde sie nach Spanien exportiert und erhielt das Luftfahrzeugkennzeichen EC-WTH. Schließlich wurde die Maschine an die Iberia weitergegeben und von dieser mit dem Kennzeichen EC-ATH zugelassen. Das zweimotorige Mittelstreckenflugzeug war mit zwei Sternmotoren des Typs Pratt & Whitney R-2800 Double Wasp ausgerüstet. Bis zum Zeitpunkt des Unfalls hatte die Maschine eine Gesamtbetriebsleistung von 9.015 Betriebsstunden absolviert.

## Passagiere und Besatzung
Den Flug von Málaga nach Tanger hatten 48 Passagiere angetreten. Es befand sich eine fünfköpfige Besatzung an Bord. Der 33-jährige Flugkapitän, der den Flug in der Rolle des Pilot-in-command durchführte, war mit dem Gelände um den Zielflughafen sehr vertraut, da er monatlich etwa 50 mal Tanger anflog. Seine kumulierte Flugerfahrung belief sich auf 6.140 Flugstunden. Der 42-jährige Erste Offizier verfügte über 13.355 Stunden Flugerfahrung, wobei er die meisten davon in der Rolle des Flugingenieurs abgeleistet hatte. Als drittes Mitglied der Cockpitbesatzung befand sich ein 38-jähriger Flugingenieur an Bord. Die Kabinenbesatzung bestand aus einer Flugbegleiterin und einer auszubildenden Flugbegleiterin.

## Unfallhergang
Die Maschine hob um 09:33 Uhr Ortszeit in Málaga zum Charterflug nach Tanger ab. Der Flug war als Hin- und Rückflug geplant. Bis Gibraltar flog die Maschine unter günstigen Wetterbedingungen, nordwestlich von Tanger flogen die Piloten allerdings in eine Zone mit Bedingungen unterhalb der Wetterminima ein. Die Piloten kontaktierten erstmals um 09:55 Uhr die Flugsicherung und gaben ihre geschätzte Ankunftszeit mit 10:05 Uhr an. Die Piloten erhielten dann den Wetterbericht von 09:20 Uhr. Um 09:58 Uhr wurde den Piloten mitgeteilt, dass das Drehfunkfeuer von Tanger außer Betrieb war. Zwei Minuten später wurden sie aufgefordert, sich bei Erreichen einer Höhe von 2.500 Fuß zu melden oder wenn sie die Landebahn in Sichtweite hätten. Um 08:02 Uhr wurden ihnen die Wetterbeobachtungen von 07:50 Uhr zusammen mit dem neuesten QNH (1.024 MB) und QFE (1.022 MB) übermittelt. Die Besatzung bestätigte um 08:03 Uhr den Erhalt des Funkspruches. Alle nachfolgenden Kontaktversuche der Flugsicherung in Tanger blieben unbeantwortet. Anschließend stellte sich heraus, dass das Flugzeug etwa um 08:04 Uhr etwa 10 Seemeilen vor der marokkanischen Küste ins Meer gestürzt war. Drei Passagiere wurden gerettet, 50 weitere Insassen kamen ums Leben.

## Ursache
Bei der Unfalluntersuchung stellte sich heraus, dass es an der Maschine vor dem Absturz zu einem Strömungsabriss gekommen war. Aus der geflogenen Flughöhe sei es nicht möglich gewesen, die Maschine rechtzeitig vor dem Aufprall auf der Meeresoberfläche abzufangen. Die Ursache für den Strömungsabriss konnte nicht ermittelt werden.